# Anomala scintillans
Anomala scintillans är en skalbaggsart som beskrevs av Leon Fairmaire 1893. Anomala scintillans ingår i släktet Anomala och familjen Rutelidae. Inga underarter finns listade i Catalogue of Life.